# Aleksander Kwaśniewski
Aleksander Kwaśniewski   (Białogard, 15 de novembre de 1954) és un polític polonès, President de la República de Polònia de 1995 a 2005.

## Biografia

### Del règim comunista a la democràcia
Antic militant de la branca juvenil del PZPR, ministre de la Joventut de 1985 a 1987 en el govern de Zbigniew Messner sota el règim de la República Popular de Polònia (PRL), va ser igualment membre del govern de Mieczyslaw Rakowski d'octubre de 1988 a setembre de 1989, com a Ministre d'Esports.
Està casat amb Jolanta Konty des de 1979.
El 1989, va ser un important actor del Procés de la Taula Rodona entre l'oposició i el poder comunista.
Diputat, va ser el responsable del grup parlamentari del SLD a la Dieta (Sejm) de 1991 a 1995.
Va ser membre del PZPR (el Partit obrer unificat polonès) de 1977 a 1990, després va ser cofundador el 1990 de Socialdemocràcia de Polònia (SPDL) que va dirigir fins a desembre 1995. És un dels fundadors de l'Aliança de l'Esquerra Democràtica (SLD).

### President de la República
Va guanyar l'elecció presidencial per primera vegada el 1995 enfront de Lech Wałęsa amb el 51,7% dels vots.
A. Kwasniewski va ser reelegit per a un segon i últim mandat el 2000 obtenint el 53,9% dels sufragis en la primera volta.
Decididament atlantista, la política de Kwaniewski va estar marcada per l'adhesió de Polònia a l'OTAN el 1999, a la Guerra d'Iraq el 2003, a la Unió Europea el 2004, i el suport a la Revolució taronja.

### La post-presidència
Després de l'elecció presidencial polonesa de 2005, on Lech Kaczyński el va succeir, va crear el 2006 la coalició d'esquerres, Lewica i Demokraci.

## Palmarès
Aleksander Kwaśniewski ha estat honorat amb les següents distincions:
- Gran Mestre de l'Orde de l'Àliga Blanca (ex officio)
- Gran Creu de l'orde Polònia Restituta
- Orde de Vitauts el Gran amb Collar Daurat (2005) (Lituània) 
  - Orde de Vitauts el Gran de 1a classe (Lituània) (1996)
- Orde del Gran Duc Gedimias de 1a classe (Lituània)
- Gran Creu de l'Orde del Bany (Gran Bretanya) (març de 1996)
- Gran Creu de l'Orde de Sant Miquel i Sant Jordi (Gran Bretanya) (octubre de 1996)
- Gran Creu de l'Orde al Mèrit de la República Italiana (1996)
- Gran Creu de la Legió d'Honor (França) (1996)
- Reial Orde Noruec de Sant Olav (1996)
- Gran Creu de l'Orde del Redemptor (Grècia) (1996)
- Orde de les Tres Estrelles (Letònia) (1997)
- Gran Creu de Comandant amb Collar de l'Orde de la Rosa Blanca de Finlàndia (1997)
- Reial Orde del Mèrit (Malàisia) (1997)
- Orde del Príncep Iaroslav el Savi de 1a classe (Ucraïna) (1997)
- Orde del Príncep Enric amb Banda (Portugal) (1997)
- Gran Creu de l'orde de la Creu Doble Blanca (Eslovàquia) (1997)[1]
- Gran Creu amb Banda de l'orde de la Creu de Terra Mariana (Estònia) (1998)
- Orde de l'Estrella de Romania amb Banda (1999)
- Gran Collar de l'Orde del Mèrit de Xile (1999)
- Gran Creu de l'orde de Leopold (Bèlgica) (1999)
- Orde de la República (Turquia) (2000)
- Gran Orde del Rei Tomislav amb Banda i Gran Estrella (Croàcia) (2001)

Collar de l'orde d'Isabel la Catòlica (Espanya) (2001)
 Gran Collar de l'orde de la Creu del Sud (Brasil) (2002)
- Gran Creu de l'orde del Mèrit (Perú) (2002)
- Gran Creu de l'orde del Mèrit de la República Federal d'Alemanya (2002)
- Collar de l'orde del Lleó Blanc (Txèquia) (2004)
- Orde del Crisantem (Japó)
- Orde del Somriure
- Orde Olímpic d'Or (Comitè Olímpic Internacional) (1998)
- Orde del Mèrit de l'Associació Internacional de Federacions d'Atletisme (1999)
- Orde del Mèrit dels Comitès Olímpics Europeus (2000)
- Orde de Santa Magdalena de 1a classe (Església Ortodoxa Polonesa) (1998)